# ديريك براسارد
ديريك براسارد هو لاعب هوكي جليد كندي، ولد في 22 سبتمبر 1987 في هال ‏ في كندا.

## وصلات خارجية
- ديريك براسارد على موقع دوري الهوكي الوطني (الإنجليزية)
- ديريك براسارد على موقع EliteProspects.com (الإنجليزية)
- ديريك براسارد على موقع Eurohockey.com (الإنجليزية)
- ديريك براسارد على موقع HockeyDB.com (الإنجليزية)
- ديريك براسارد على موقع Hockey-Reference.com (الإنجليزية)